# Welcome Home (Brian Littrell)
Welcome Home è il primo album in studio da solista del cantante statunitense Brian Littrell, già membro dei Backstreet Boys. Il disco è uscito nel 2006.

## Tracce
1. My Answer Is You – 3:32
2. Wish – 3:56
3. Welcome Home (You) – 3:05
4. You Keep Givin' Me – 5:36
5. Gone Without Goodbye – 4:07
6. I'm Alive – 3:19
7. Over My Head – 4:03
8. We Lift You Up – 3:24
9. Grace of My Life – 3:34
10. Angels and Heroes – 3:44
11. Jesus Loves You – 2:31